# 落合仁司
落合 仁司（おちあい ひとし、1953年10月19日 - ）は、日本の経済学者・神学者。同志社大学経済学部教授。

## 略歴
東京都生まれ。1977年東京大学経済学部卒業、1982年同大学院経済学研究科博士課程満期退学。1983年同志社大学経済学部講師、1985年助教授、1991年教授。キリスト教における「神は無限である」という命題をもとに神を集合論における無限集合にたとえ、神が人の苦しみを共に苦しみ人の死を共に死ぬことを数学的に弁明する「数理神学」を提唱している。
妻は社会学者で京都大学名誉教授の落合恵美子。

## 著書
- 『保守主義の社会理論――ハイエク・ハート・オースティン』（勁草書房、1987年）ISBN 978-4-3261-5204-9
- 『トマス・アクィナスの言語ゲーム』（勁草書房 1991年）ISBN 978-4-3261-5261-2
- 『地中海の無限者――東西キリスト教の神－人間論』（勁草書房 1995年）ISBN 978-4-3261-5308-4
- 『〈神〉の証明――なぜ宗教は成り立つか』（講談社現代新書、1998年）ISBN 978-4-0614-9392-6
- 『ギリシャ正教――無限の神』（講談社選書メチエ、2001年）ISBN 978-4-0625-8221-6
- 『数理神学を学ぶ人のために』（世界思想社 2009年）ISBN 978-4-7907-1441-5
- 『カントル神学的数学の原型』現代数学社 双書・大数学者の数学 2011年 ISBN 978-4-7687-0392-2
- 『社会的事実の数理──デュルケーム、モース、レヴィ＝ストロース』（勁草書房 2017年）ISBN 978-4-326-15443-2